# 東艦

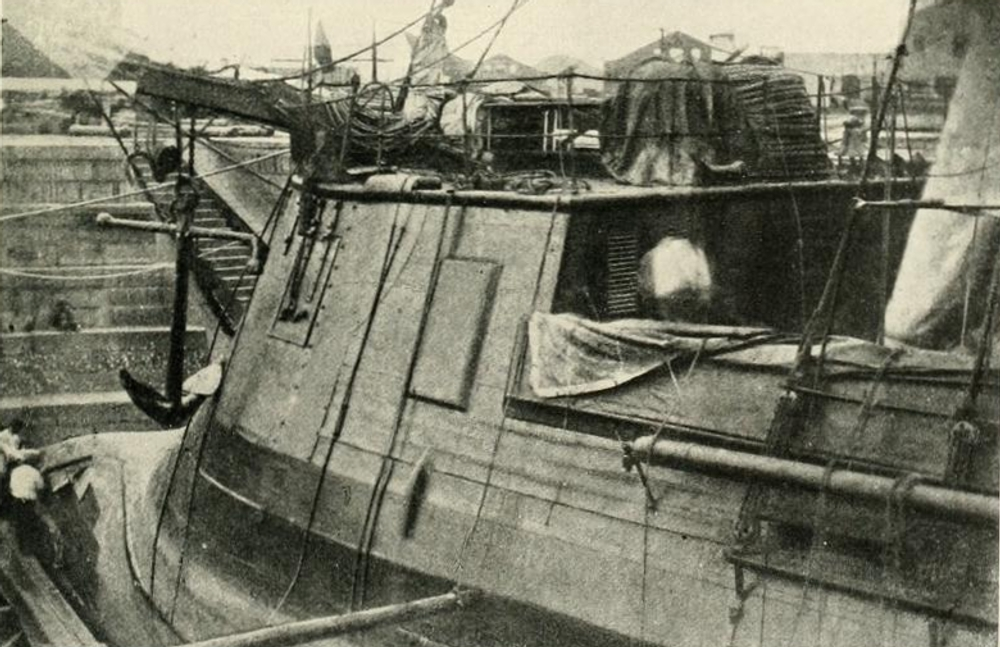
在船塢中維修時從艦首向艦尾所攝。砲門因為沒在用而關閉。

東艦（あずまかん，舊名（ストーンウォール）(Sphinx)（鐵甲艦）(CSS Stonewall))，是大日本帝國海軍初期的軍艦，也是日本海軍第一艘鐵甲艦。
1864年在法國波爾多建造，由美利堅聯盟國在1863年2月訂購，曾參與1869年5月戊辰戰爭中箱館灣海戰，並對明治維新的推行扮演著相當重要的角色。
其姊妹艦奧普斯〔Cheops〕被賣到普魯士海軍，後改名阿达尔贝特亲王号（Prinz Adalbert〕 。
鐵甲艦（こうてつかん），是指普通用木質或混和材料在艦船外層包上厚厚鐵甲的軍艦（鐵甲艦，Ironclad），而不是專有名詞，不過從幕府的末期到明治的日本史裡，通常這類擁有兩根船桅軍艦被稱為雙桅橫帆船，另外於船頭附有撞角。
東艦在當時是一艘強大而且幾乎不易沉的軍艦，其裝甲防禦能力能承受當時的海战炮火直接命中後而不太會破損，其轉動式的砲臺與砲塔能輕易擊敗任何一艘木製船艦。

## 生涯

### 法國－斯芬克司號
東艦由造船者阿曼（L'Arman Frères）在法國裡建造，東艦最初命名為斯芬克司號〔Sphinx〕是為當時處於在美國內戰的美利堅聯盟國海軍建造。

### 丹麥－史特克柯達號
在要交付給美利堅聯盟國之前，法國政府突然禁止將船賣到美利堅聯盟國。卻安排建造完成的船以史特克柯達號〔Stærkodder〕之名被賣到丹麥。
法國在1864年6月21日測試了史特克柯達號，丹麥海軍部人員和阿曼進行了最後的交涉。由於激烈的討價還價以及最終雙方希望價格的分歧，阿曼在10月30日延遲交付史特克柯達號，並想取消這項買交易，但丹麥政府則想繼續測試這軍艦並且繼續強力交涉。

### 美利堅聯盟國－石牆號

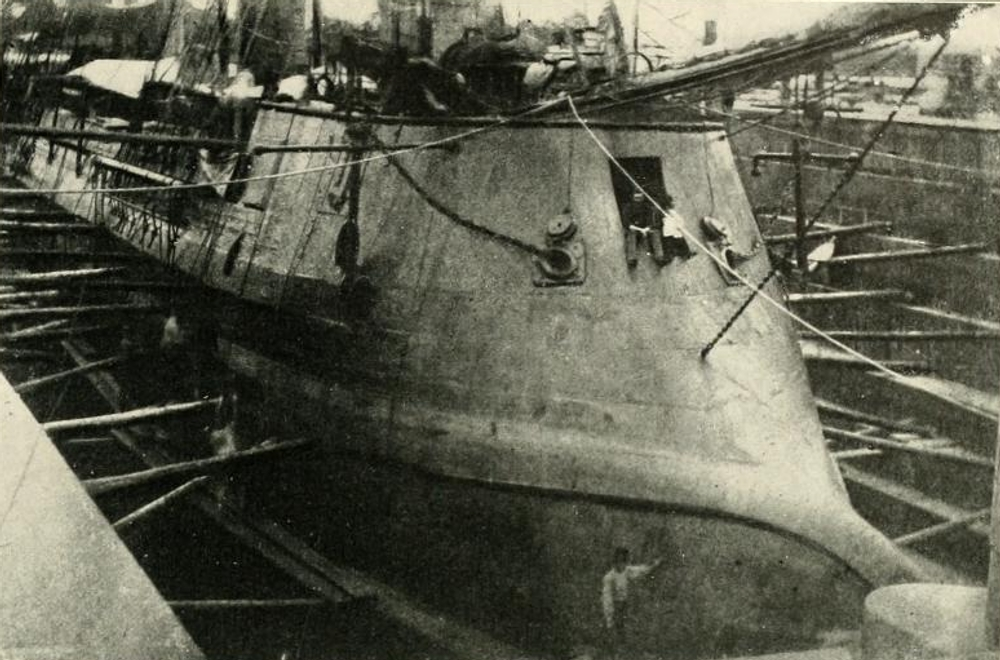
艦首

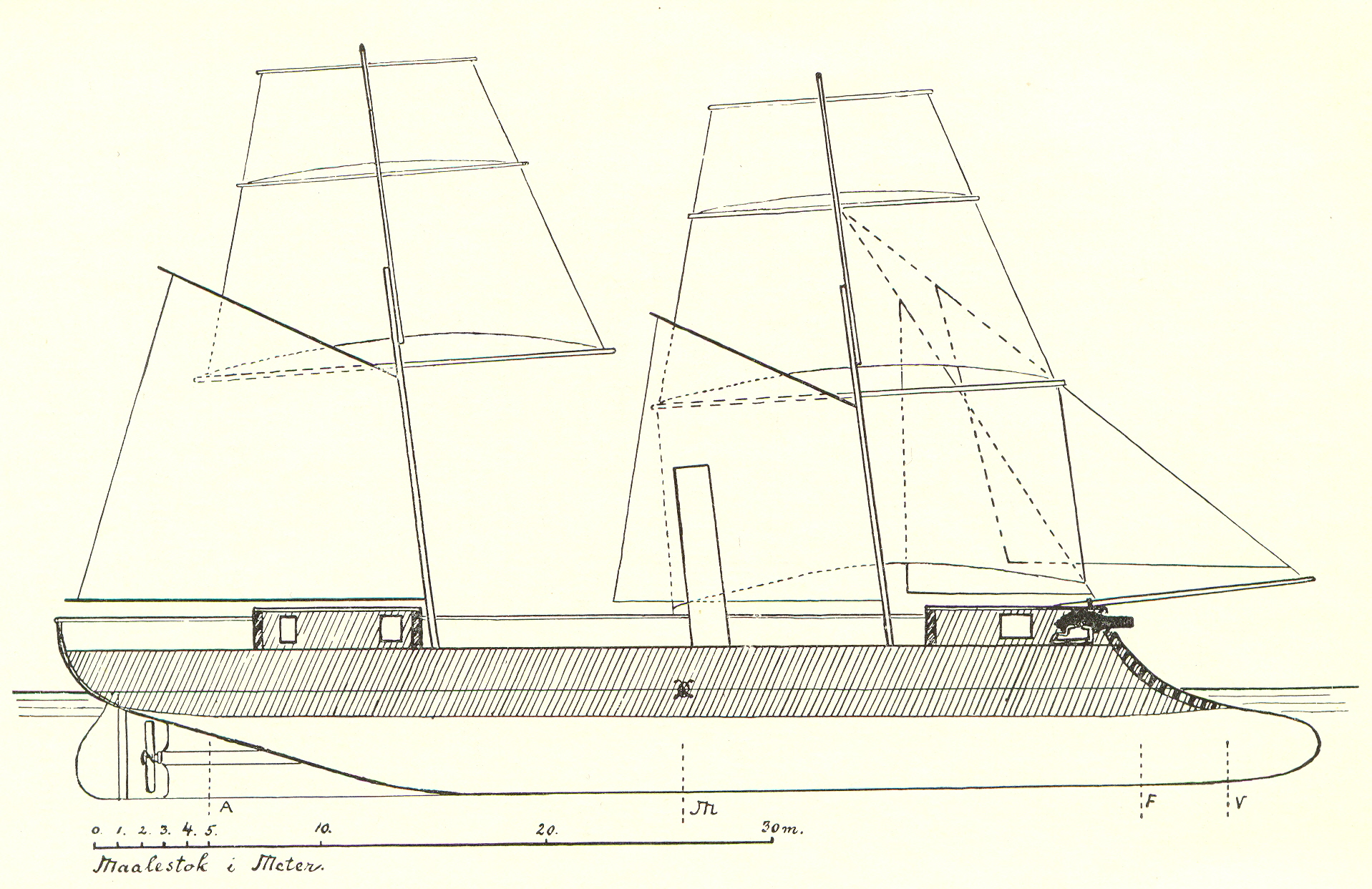
側面圖

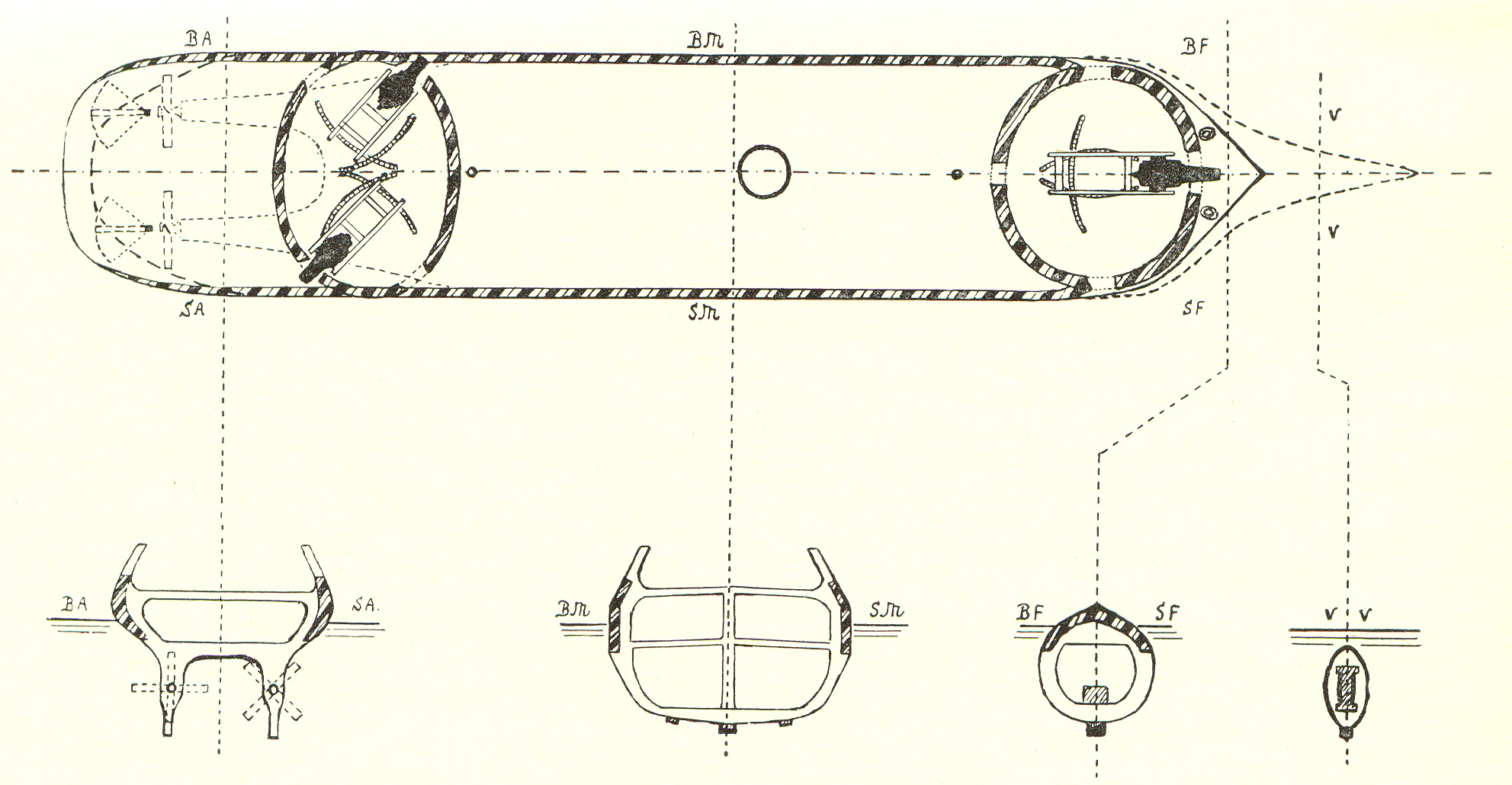
俯視圖顯示滑動式旋轉砲台

1865日1月7日建造完工不久之後，該艦更名為石牆號〔CSS Stonewall〕由美利堅聯盟國的派人員接收。
美利堅合眾國畏懼這艘強大的戰艦到達美國，便派出幾艘船艦設法攔截它，當中包括奇爾沙治號（USS Kearsarge）和薩加門多號。石牆號在2月和3月停泊在西班牙的拉科魯尼亞，薩加門多號和尼亞拉加號在遠處監視，但當性能優異的石牆號出航迎向美國軍艦時，美國軍艦不敢迎戰而逃走。
它快速的橫越大西洋，最終到達北美洲水域，可惜這時美國內戰已接近結束，並沒能發揮重大作用。它在1864年10月南方邦聯在混亂和近乎戰敗的時候服役，但南方邦聯海軍卻與多數其它同盟政府機關一起被瓦解。
但石牆號拒絕投降，指揮官佩奇上尉（Page）將石牆號開進古巴哈瓦那港口（Havana）移交給古巴，並穫得16,000美元。

### 美利堅合眾國－石牆號
之後古巴將石牆號移交給美國，獲得同樣金額的補償。它停泊在美國海軍船塢，直到被日本江戶幕府買走。

### 日本－東艦
在南北戰爭中聯盟國向盟國法國訂製的東艦（ストーンウォールは）(Kōtetsu)（石牆號），戰爭結束後移交給美利堅合眾國。 
在慶應3年（1867年）江戶幕府派往訪美使節小野友五郎對美國提出買進石牆號。在翌年慶應4年（1868年）東艦被交付到江戶幕府， 加強幕府陸軍和海軍推行的現代化。
幕府已經支付了30,000美元，剩下的10,000美元將在交付過程中支付。但當時戊辰戰爭爆發而導致至幕府瓦解，新政府方面想買下鐵甲艦，而舊幕府方面極力反對。
然而西方各國對於日本維新戰爭採取了中立態度， 停止所有軍事顧問協助和了軍事材料交付，包括石牆號交付於江戶幕府的計劃。隨後發生奧羽越列藩同盟崩潰，及榎本武揚統領的舊幕府海軍遠渡到蝦夷地成立蝦夷共和國的時候，西方各國對於日本政局中立態度改變，但購買石牆號之事，卻讓財政吃緊的新政府相當猶豫。
不過，在明治2年（1869年）2月3日新政府定決心購買石牆號，石牆號最後在1869 年2月交付給新的明治政府，它立刻和其它七艘蒸汽軍艦被派遣到了北海道與榎本武揚的艦隊交戰，明治政府軍在法國前軍事顧問幫助下設法孤立蝦夷共和國。
在得知明治政府購買石牆號的消息，令榎本武揚感到深深的危機，因此在箱館軍議上面計劃奪取石牆號。之後宮古灣海戰爆發，榎本武揚等人認為開發出能貫穿鐵甲艦裝甲的砲彈，就能反敗為勝。不過，那個砲彈的威力還未嘗試蝦夷共和國軍隊就已經戰敗了。
1869年3月25日爆發的宮古灣海戰，配備著加特林機槍的石牆號成功擊退由新選組殘餘人員帶領的蝦夷共和國軍艦回天丸的夜襲，之後石牆號參與了入侵北海道，並且在箱館灣海戰與各類不同的軍艦交戰過。
在宮古灣海戰後，石牆號停泊在青森待命，同年4月9日在新政府軍登陸同時從箱館灣出擊。並參與箱館灣海戰一直到舊幕府軍投降。箱館戰爭後，該艦於1871年12月7日改名為東艦。
東艦被改裝成為非直接戰鬥的船艦，最後於1888年除籍。因為交付民間解體並販售艦上材料，東艦上的裝甲被再利用製成淺草發電所的變壓器鐵芯。
曾經與東艦搞混的石牆·傑克遜號為美國南北戰爭南軍的外輪式河用砲艦，該艦於1862年服役，並於同年遭己方所焚。

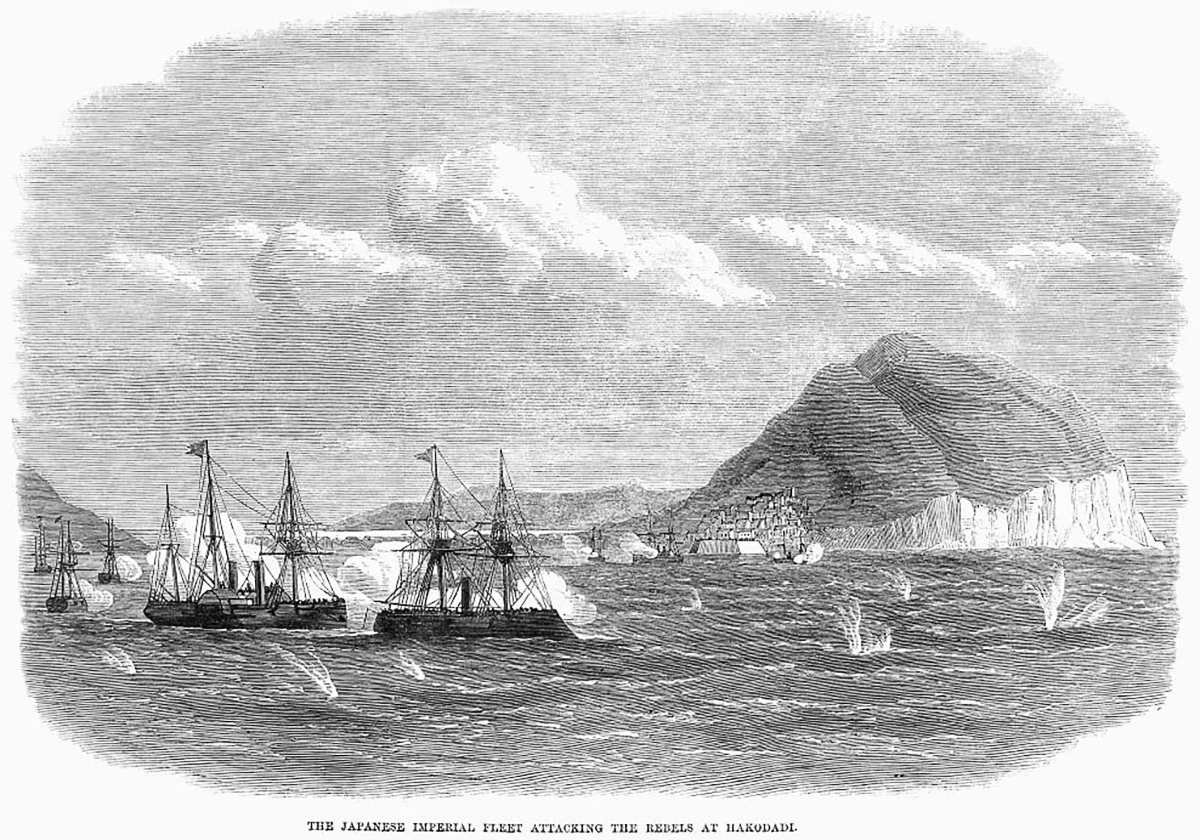
函館灣海戰

## 關連項目
- 大日本帝國海軍艦艇一覽
- 湯瑪士·傑克森

## 外部連結
- （日語）ＡＲＭＯＲＥＤ　ＶＥＳＳＥＬＳ（页面存档备份，存于）